# La señora Tártara
La señora Tártara es una obra de teatro de Francisco Nieva, estrenada en 1980 y escrita en 1969.

## Argumento
La obra nos presenta la historia de Ary, un muchacho bastante soñador, que vive con su madre Mirtila, quien se pasa el día reprochándole que despilfarre el dinero ayudando a todo el mundo, cuando ellos son los que más lo necesitan. El tío de Ary, llamado Firmamento, les comprará la casa donde viven, al tiempo que también hace una oferta por Ary, a quien le reprocha el mundo de amistades por donde se relaciona especialmente, con los miembros del Partido de la Luna Democrática, liderado por dos jóvenes llamados Denario y Cambicio. Ary, se encontrará en una encrucijada, a la hora de elegir entre la suculenta oferta de su multimillonario tío, o permanecer al lado de sus compañeros y por lo tanto de sus ideales. La segunda parte de la obra se desarrolla en un albergue conocido con el nombre de Ratón Manchado, a donde acude Ary, tras ser citado por los dos líderes del Partido de la Luna Democrática. Estos le reprocharán su traición, a los que Ary, furioso y enardecido, se enfrentará, para acabar despreciándolos tanto a ellos como a lo que significan. Será en ese momento cuando haga su aparición, grandiosa y autoritaria la señora Tártara, a quien Ary, la distingue como un hombre a diferencia de la criada del albergue Leona, que la ve como una mujer, quien comenzará un largo diálogo con Ary, para comunicarle que su desdén será su perdición, al convertirse en un arma mortal. Uno a uno todos los personajes, irán acusando a Ary, y el desdén de este, los va matando, sin ni siquiera llegar a salvarse la joven Pasimina, una muchacha que le ofrece su dulce e inocente amor. La señora Tártara manifiesta su triunfo, llegando incluso Mirtila, madre de Ary, a morir, quedando su cuerpo tendido en una silla. Finalmente, Ary tendrá que resignarse y seguir a Leona, quién es su única fórmula de escape, aun cuando permanecer a su lado signifique todo lo que él había rechazado siempre, una vida gris y aburrida.

## Estreno
- Teatro Marquina, Madrid, 3 de diciembre de 1980.
  - Dirección: Francisco Nieva.
  - Escenografía: Francisco Nieva.
  - Intérpretes: Manuel de Blas, Ana María Ventura, Francisco Vidal, José Pedro Carrión, Carlos Hipólito, Nicolás Dueñas, Tina Sainz, Juan Carlos Sánchez.